# Ave de capoeira

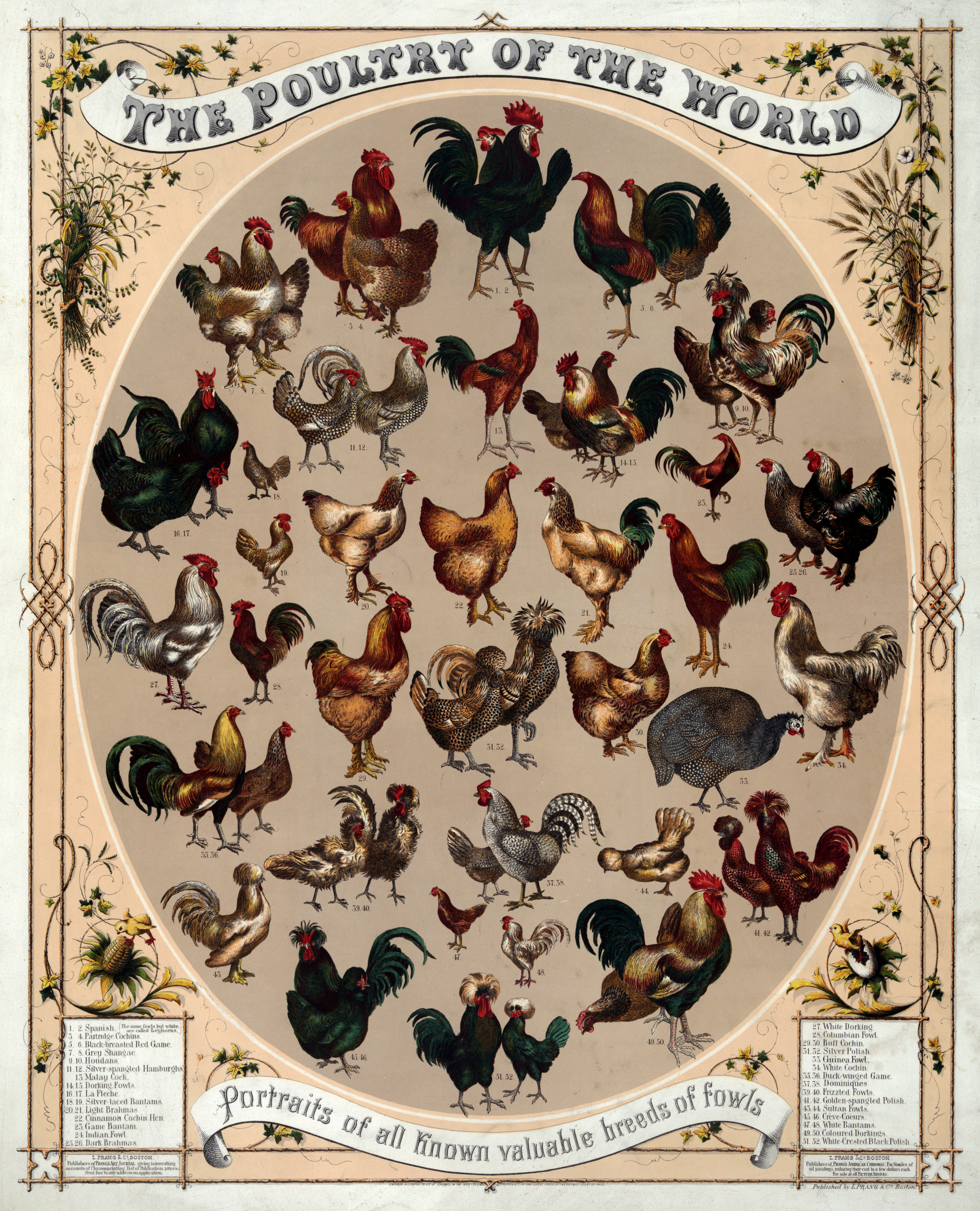
Aves de criação usadas ao redor do mundo

Ave de capoeira ou de criação são aves domesticadas, mantidas por humanos para seus ovos, carne ou penas. Essas aves são tipicamente membros da superordem Galloanserae (aves), especialmente a ordem Galliformes (que inclui galinhas, codornas e perus).
As aves de capoeira também incluem outras aves mortas por sua carne, como os filhotes de pombos, mas não incluem aves silvestres semelhantes, caçadas por esporte. A domesticação de aves ocorreu há vários milhares de anos. Isso pode ter sido originalmente o resultado de pessoas que criaram aves a partir de ovos coletados na natureza, mas depois envolveu manter as aves permanentemente em cativeiro. As galinhas domesticadas podem ter sido usadas inicialmente para brigas de galos e codornas mantidas para seu canto, mas logo se percebeu o quão útil era ter uma fonte de alimento.
A criação seletiva para crescimento rápido, habilidade de postura, conformação, plumagem e docilidade ocorreu ao longo dos séculos e as raças modernas geralmente parecem muito diferentes de seus ancestrais selvagens. Embora algumas aves ainda sejam mantidas em pequenos bandos em sistemas extensos, a maioria das aves disponíveis no mercado atualmente é criada em empreendimentos comerciais intensivos.
Juntamente com a carne de porco, as aves são um dos dois tipos de carne mais consumidos globalmente, representando mais de 70% do suprimento de carne em 2012; as aves fornecem alimentos nutricionalmente benéficos que contêm proteínas de alta qualidade acompanhadas por uma baixa proporção de gordura. Toda a carne de aves de capoeira deve ser manuseada adequadamente e cozida o suficiente para reduzir o risco de intoxicação alimentar.